# Pałac Mieroszewskich
Pałac Mieroszewskich (nazywany również Pałacem Gzichowskim) – barokowo-klasycystyczny pałac rodu Mieroszewskich położony w Gzichowie, dzielnicy Będzina, przy ulicy Gzichowskiej 15.

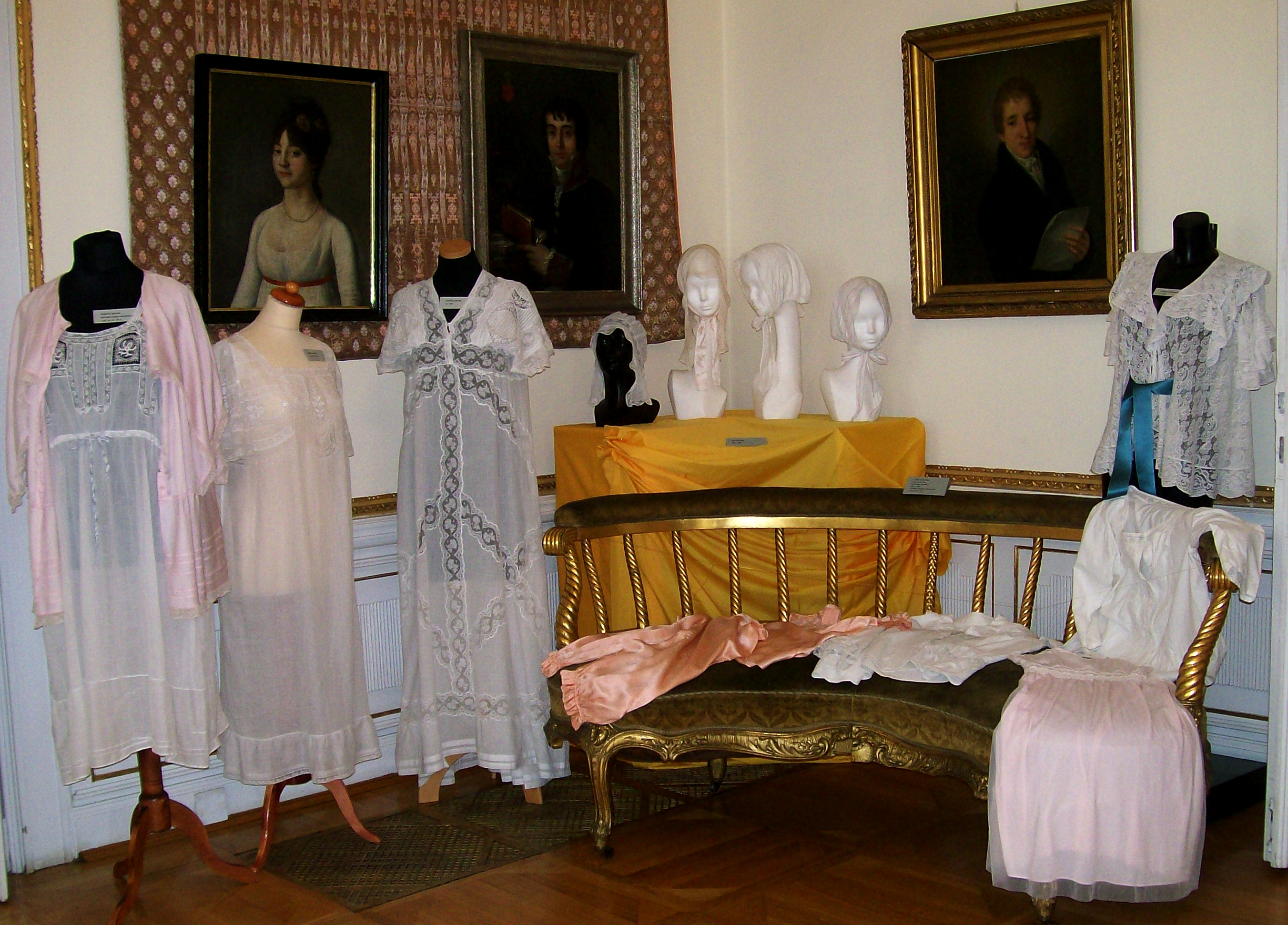
Od pantalonów do stringów - wystawa w Muzeum Zagłębia

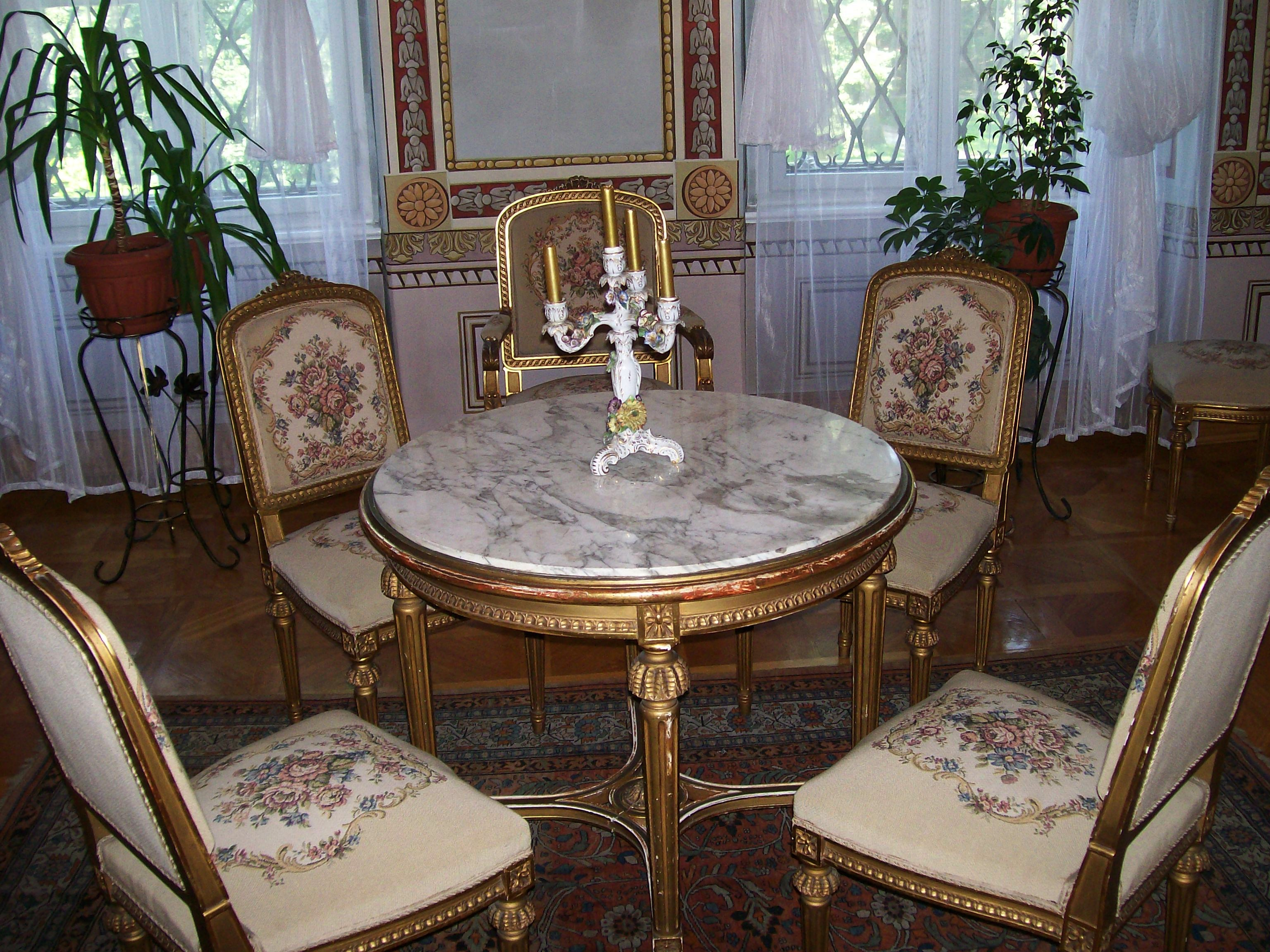
Stylowe wnętrze salonu – wystawa w pałacu Mieroszewskich

## Historia
Pałac został wzniesiony przez Kazimierza Mieroszewskiego w 1702 r. Jest wzorowany na ówczesnych pałacach francuskich. W latach 30. XIX w. przejęła go rodzina Siemieńskich, następnie rodzina Mycielskich, a po powstaniu styczniowym w posiadanie pałacu wszedł śląski potentat przemysłowy – Christian Gustaw Von Kramsta. Od 1890 r. do wybuchu II wojny światowej w 1939 r. pałac był własnością Towarzystwa Kopalń i Hut Sosnowieckich, znajdowały się w nim biura oraz mieszkania administracji Towarzystwa. Podczas II wojny światowej pałac zajęło przedsiębiorstwo Sosnowitzer Bergwerks und Hutten A.G., w 1945 roku został przejęty przez Spółdzielnię Rolniczą, która gospodarowała w nim do lat 50. XX w. W związku z przygotowaniami do uroczystości 600-lecia Będzina pałac poddano częściowej konserwacji. Po jej ukończeniu w 1958 r. utworzono tu Dom Kultury który działał do lat 70. Już od połowy lat 60. Dyrekcja Muzeum w Będzinie wspólnie z Wojewódzkim Konserwatorem Zabytków czyniła starania o zmianę jego funkcji i rozpoczęcie kompleksowej konserwacji całego zespołu pałacowo-parkowego. W marcu 1982 r. zakończono prace konserwacyjne. Obecnie pałac jest częścią Muzeum Zagłębia. We wnętrzu znajdują się zbiory archeologiczne, etnograficzne oraz historyczne.

## Architektura
Pałac ma dwie kondygnacje i amfiladowy układ pokoi. W części centralnej znajduje się sień, która prowadzi od drzwi frontowych do drzwi ogrodowych. Z boku znajdują się schody na piętro. We wnętrzach zachowały się XVIII w. polichromie. Podczas prac konserwatorskich na przełomie lat 70. i 80. XX w. odkryto malowidła przedstawiających wielkich wodzów antycznych: Hannibala, Pompejusza czy Scypiona Afrykańskiego. W salonach po stronie zachodniej odkryto sceny rycerskich pojedynków i medaliony portretowe, natomiast w skrzydle południowym sceny polowań rozgrywające się w pejzażu, w który wkomponowano m.in. zamek będziński. Pałac był niejednokrotnie upiększany i rozbudowywany, w efekcie czego ma niejednolity charakter stylowy.

## Park
Przed pałacem znajduje się rozległy podjazd prowadzący do wejścia głównego, po drugiej stronie jest park z początku XVIII w., z najstarszymi drzewami liczącymi sto kilkadziesiąt lat. W parku zachowały się kamienne rzeźby Bachusa i Flory wykonane przez Jerzego Leonarda Webera w 1718 r. Za parkiem znajdował się ogród warzywnik, który zlikwidowano w związku z budową osiedla „Zamkowe”. Pałac otaczają oficyny dworskie oraz zabudowania gospodarcze.

## Galeria

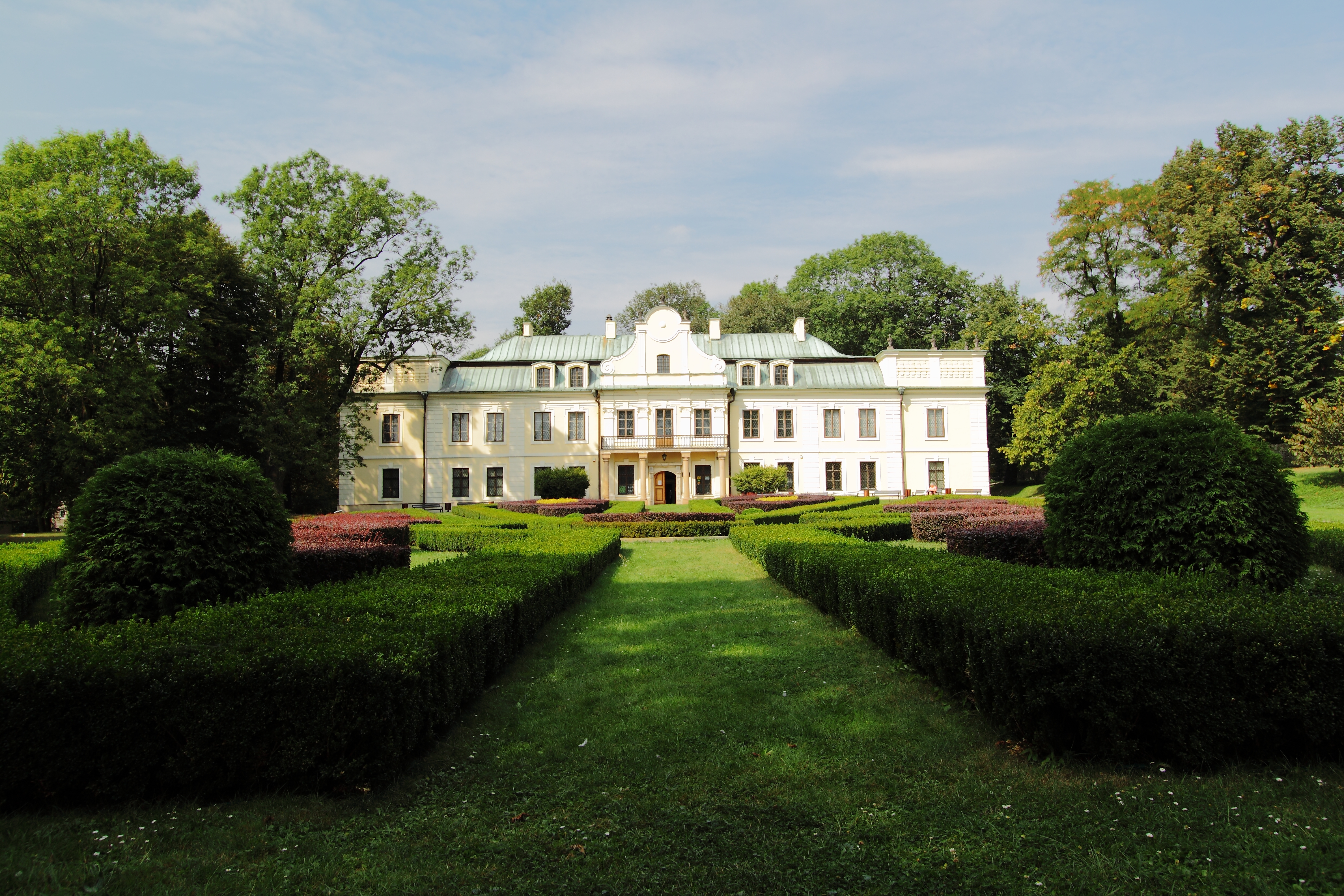
Pałac
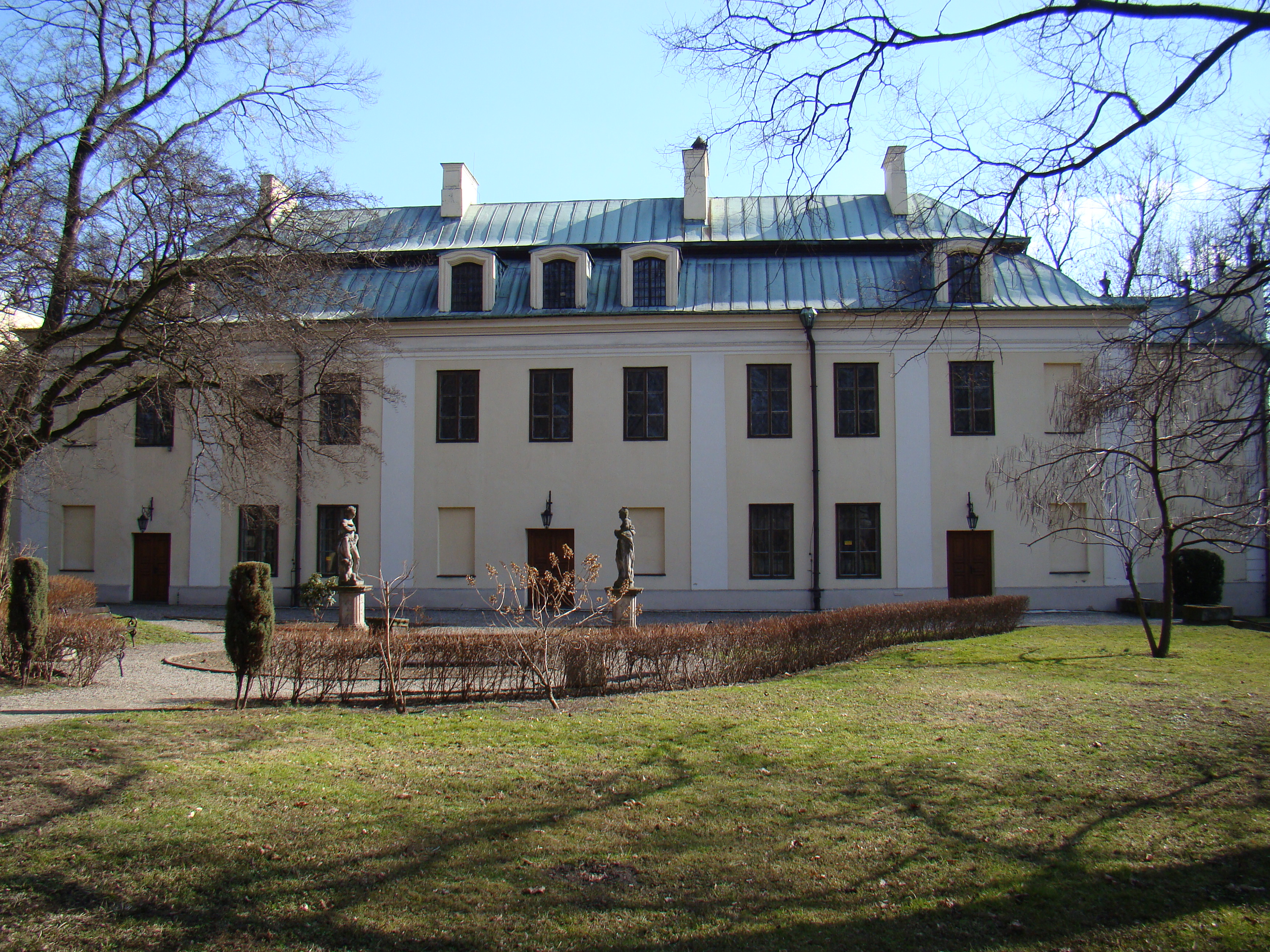
Pałac od strony parku
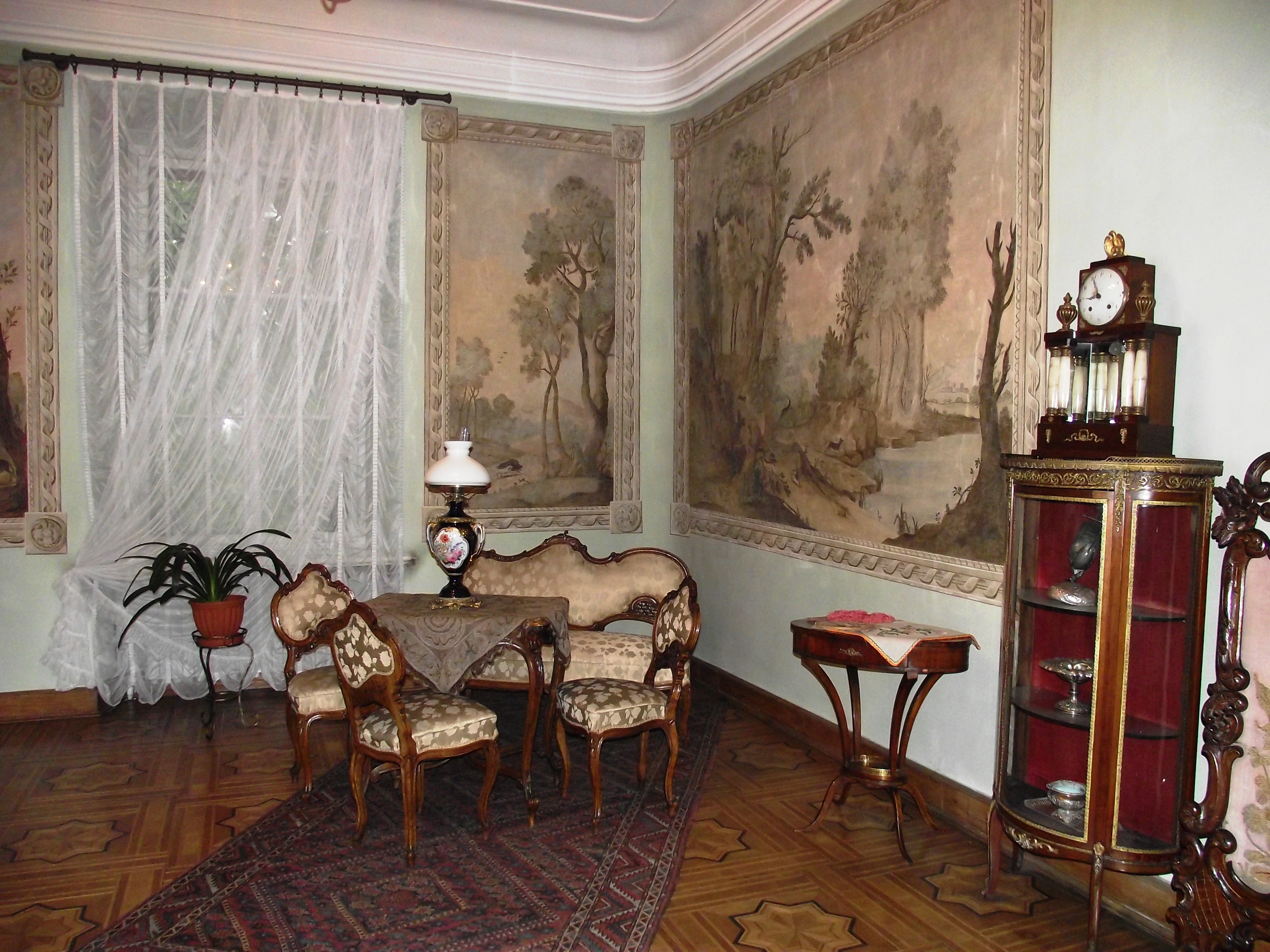
Wnętrze
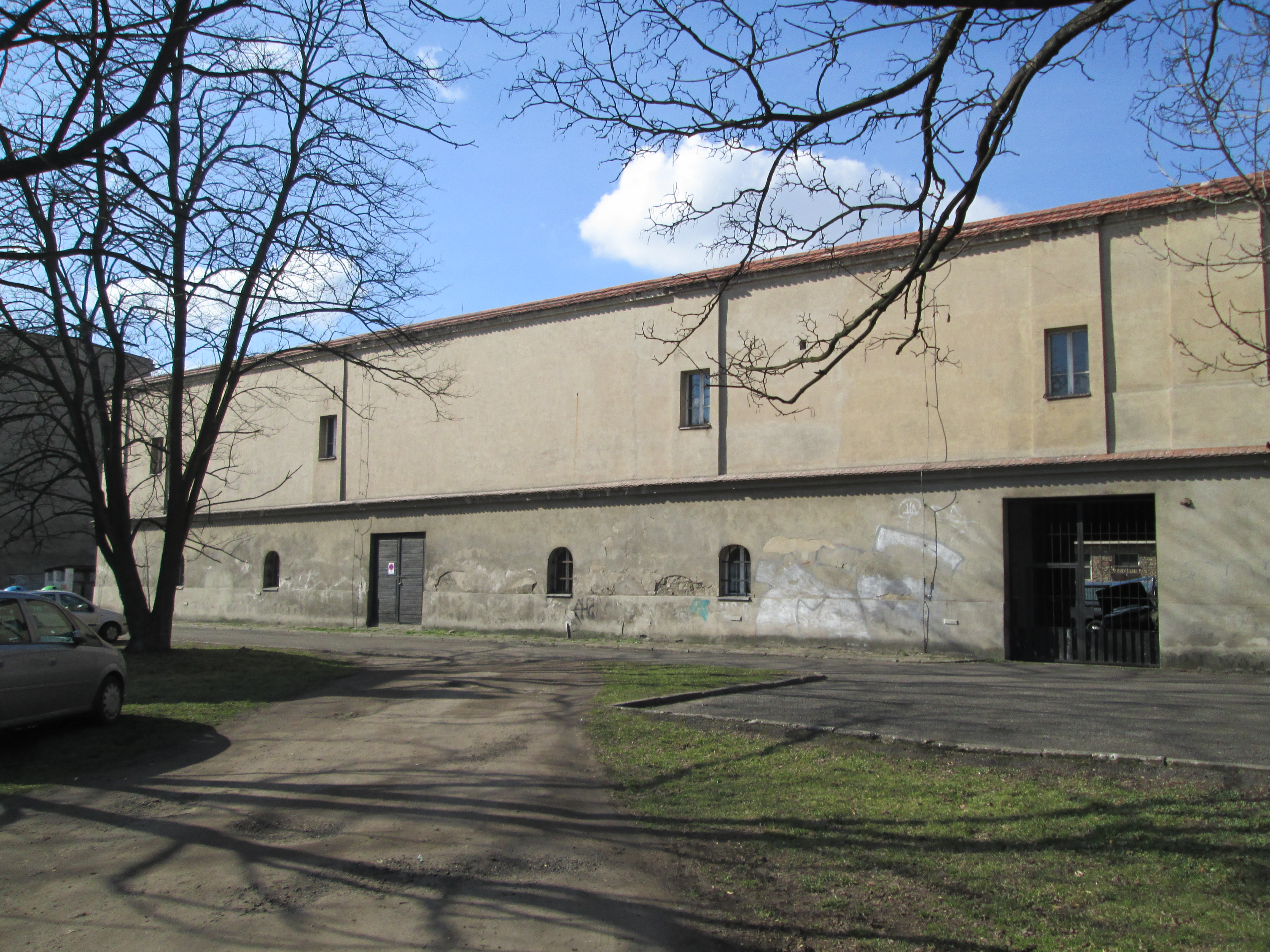
Oficyna gospodarcza I
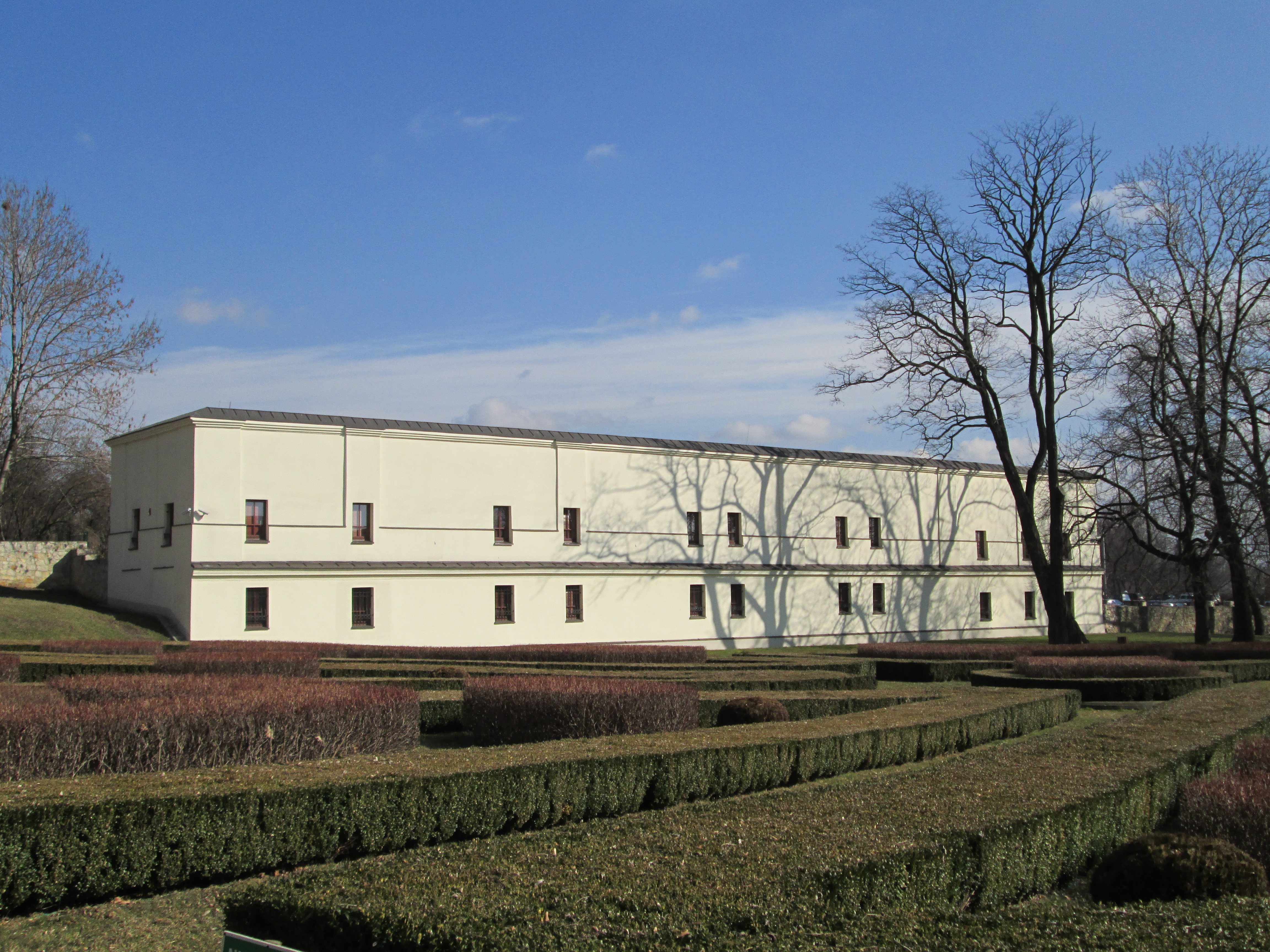
Oficyna gospodarcza II
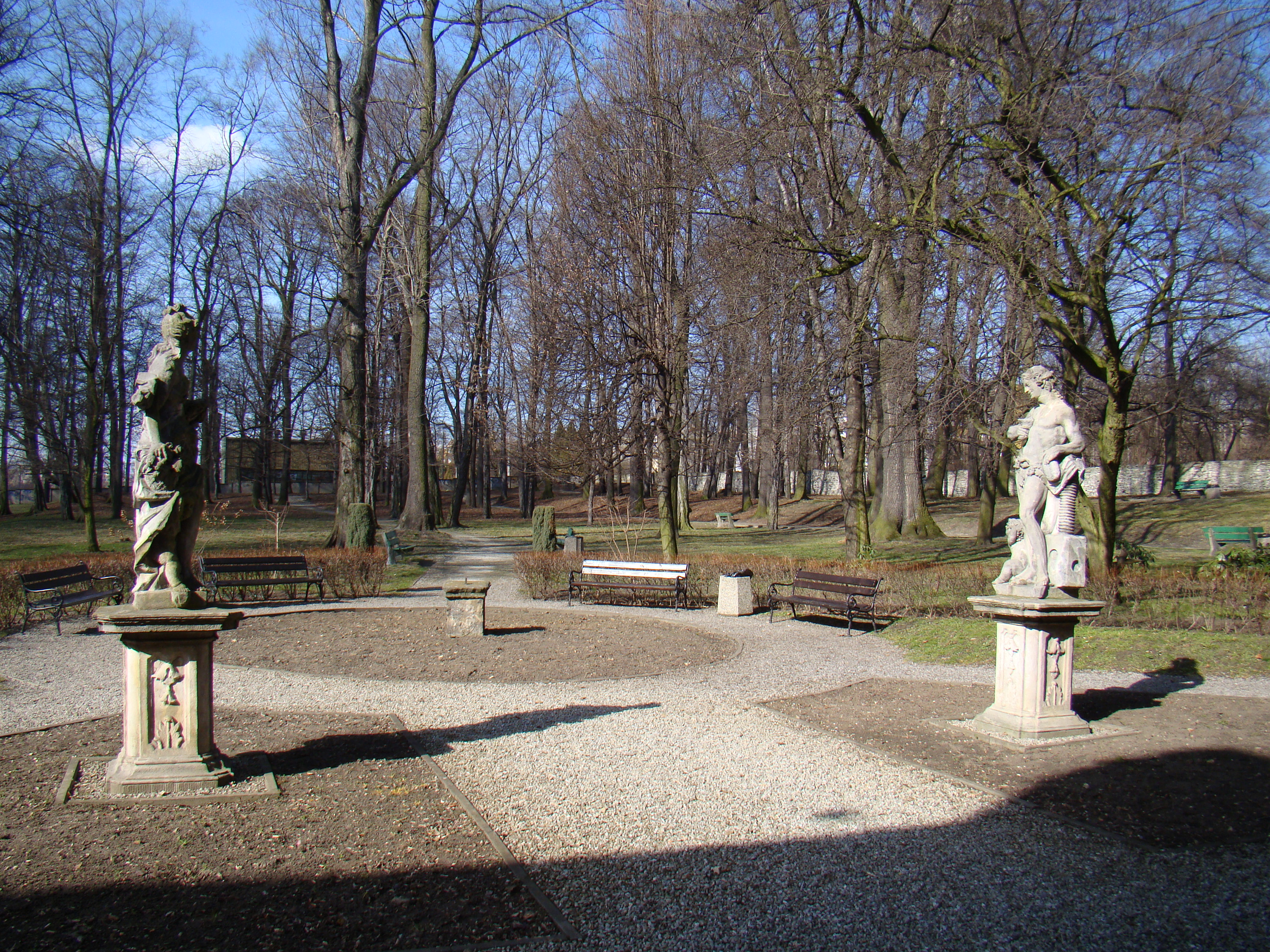
Rzeźby w parku

## Źródła
- Będzin historia i teraźniejszość